# Кросс (округ)
Кросс (англ. Cross County) — округ, расположенный в штате Арканзас, США с населением в 19 526 человек по статистическим данным переписи 2000 года. Столица округа находится в городе Уинн.
Округ Кросс был образован 15 ноября 1862 года, став 53-м по счёту округом Арканзаса, и получил своё название в честь генерала Конфедеративных Штатов Америки Дэвида Си Кросса.

## География
По данным Бюро переписи населения США округ Кросс имеет общую площадь в 1611 квадратных километров, из которых 1595 кв. километров занимает земля и 16 кв. километров — вода. Площадь водных ресурсов округа составляет 1,04 % от всей его площади.

### Соседние округа
- Пойнсетт — север
- Криттенден — восток
- Сент-Франсис — юг
- Вудрафф — запад
- Джэксон — северо-запад

## Демография

Диаграмма распределения населения округа по возрастным диапазонам. Данные переписи населения 2000 года

По данным переписи населения 2000 года в округе Кросс проживало 19 526 человек, 5 447 семей, насчитывалось 7 391 домашних хозяйств и 8 030 жилых домов. Средняя плотность населения составляла 12 человек на один квадратный километр. Расовый состав округа по данным переписи распределился следующим образом: 74,80 % белых, 23,70 % чёрных или афроамериканцев, 0,23 % коренных американцев, 0,31 % азиатов, 0,01 % выходцев с тихоокеанских островов, 0,74 % смешанных рас, — других народностей. Испано- и латиноамериканцы составили 0,93 % от всех жителей округа.
Из 7 391 домашних хозяйств в 34,70 % — воспитывали детей в возрасте до 18 лет, 55,20 % представляли собой совместно проживающие супружеские пары, в 14,10 % семей женщины проживали без мужей, 26,30 % не имели семей. 23,50 % от общего числа семей на момент переписи жили самостоятельно, при этом 11,10 % составили одинокие пожилые люди в возрасте 65 лет и старше. Средний размер домашнего хозяйства составил 2,60 человек, а средний размер семьи — 3,07 человек.
Население округа по возрастному диапазону по данным переписи 2000 года распределилось следующим образом: 27,80 % — жители младше 18 лет, 8,50 % — между 18 и 24 годами, 27,40 % — от 25 до 44 лет, 22,60 % — от 45 до 64 лет и 13,70 % — в возрасте 65 лет и старше. Средний возраст жителей округа составил 36 лет. На каждые 100 женщин в округе приходилось 94,00 мужчин, при этом на каждых сто женщин 18 лет и старше приходилось 89,40 мужчин также старше 18 лет.
Средний доход на одно домашнее хозяйство в округе составил 29 362 долларов США, а средний доход на одну семью в округе — 34 044 долларов. При этом мужчины имели средний доход в 27 880 долларов США в год против 20 133 долларов США среднегодового дохода у женщин. Доход на душу населения в округе составил 15 726 долларов США в год. 16,40 % от всего числа семей в округе и 19,90 % от всей численности населения находилось на момент переписи населения за чертой бедности, при этом 27,90 % из них были моложе 18 лет и 17,50 % — в возрасте 65 лет и старше.

## Главные автодороги
- US 49
- US 64
- AR 1
- AR 42
- AR 75

## Населённые пункты
- Черри-Вали
- Хикори-Ридж
- Паркин
- Туист
- Уинн